# スピン (フィギュアスケート)

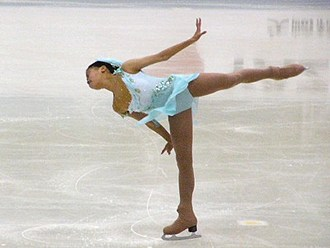
太田由希奈のキャメルスピン

スピン（Spin）は、フィギュアスケートにおける要素のひとつで、一定の場所で回転することを言う。

## 概要
フィギュアスケートにおけるスピンは、両足を着氷しながら素早く回るクロスフットスピンを除き、全てのスピンは片足だけで回転しなければならない。また、異なる種類のスピンを2回以上続けて行うことをコンビネーションスピンと呼ぶ。
国際スケート連盟のルールでは、スピンは男子シングル、女子シングル、ペアおよびアイスダンスの必須要素となっている。ペアには、男女が組んで行うペアスピンと男女が一定の距離を置き並んで行うソロスピンがあり、アイスダンスでは男女が組んで行うダンススピンがある。
スピンは軸がぶれず、難しいポジションであればあるほど評価も高くなるが、1つのポジションで2回転以上回らなければ要素とは認められない。
新採点方式では、スピンは1から4のレベルという概念が取り入れられており、レベルの数値が大きいほどが高い基礎点が与えられる。この判定は技術審判によって行われ、レベルアップは、ガイドラインに沿うレベルアップの要件を満たすか、それと同等といえる工夫が見られた場合に認められる。要素の出来栄えよってGOEで加点・減点の評価を受ける。

## スピンの回転原理
スケート靴のブレードにはインとアウトの二つのエッジがあるが、このどちらかに乗って滑走をすると、軌道は自然とカーブを描く。フィギュアスケートにおけるスピンとは、このカーブを極端な急カーブにする事で小さな円を描くものである。

### スピンの回転速度
スピンの回転速度は、スピンへの進入速度、エッジのつかい方などで影響を受けるが、さらにその姿勢によって大きな影響を受ける。
体にコマのように一本の芯があり、そこを軸に回転していると考えると、その回転軸に沿って体を細くすると回転が速くなる。これは、慣性モーメントの問題である。要するに、シーソーの端に重い荷物が乗っているのを反対側から動かすのは非常に力が要るが、荷物をシーソーの真ん中付近までずらして動かせばてこの原理で小さな力で動かす事が出来るのと同じである。スピンでも、中心軸近くに腕や足を寄せて体を細くすれば、同じ回転力でも素早く回転する事が出来る。
スピンが回転を始めてから加速する事ができるのはこれが理由である。一部空気抵抗が原因であると考えられる事があるが、空気抵抗による影響は極めて小さく、大部分は慣性モーメントの問題である。

### スピンのエッジ
基本のスピンは左足で（左回りの場合）行われ、左回りの回転力を作るために、バックインサイドエッジに乗って行われる。
バックスピン
スピンは通常、左足で行われる（左回りの場合）が、バックスピンはこれを右足（右足のバックアウトエッジ）で行う。スピンを右足で回り始める事をバックエントランスと呼び、スピンのレベルの要素とカウントされる。
右足でのキャメルスピンはバックキャメル、シットスピンをバックシット等と呼ぶ。また、直立姿勢でフリーレッグ（左足）をクロスさせ、右足で高速回転を行う事を特にバックスクラッチと呼ぶ。村主章枝選手の高速スピンのように、プログラムの締めに行う選手が多い。
チェンジエッジ
スピンは左足でも右足でも、通常後ろ向きに行う。これを回転中にエッジの傾きを変える（左足ならアウトエッジに、右足ならインエッジに変える）事によって、前向きに回転を行う事がある。このようにスピン中にエッジを変えることをチェンジエッジと呼び、レベルの要素としてカウントされる。
回転中のエッジの傾きの変化を見つけるのは困難であるが、チェンジエッジが行われた際には必然的に前向きの回転に変わるため、見極めることが出来る。
レベルアップの要素としては、この技術はあくまでエッジを「変える」技術である事から、後ろ向きの回転と前向きの回転を同じ基本姿勢の中でそれぞれ２回転以上ずつセットで行う事が要求されている。

## スピンの姿勢
基本姿勢はアップライトスピン、キャメルスピン、シットスピンの3種類に大別される。これをそれぞれ様々に変形する事で様々なポジションのスピンが存在し、その変形の難しいものはスピンレベルの要素とカウントされる。

### スピンの基本姿勢
キャメルスピン (略記CSp)
上半身を水平にするとともに片足を後方に伸ばし、「T」の字に似た形で行うスピン。フリーレッグの膝が臀部より低い位置にあってはならない。
シットスピン (略記：SSp)
腰を落とし、座ったような姿勢で行うスピン。スケーティングレッグの膝が臀部より低い位置にあってはならない。
アップライトスピン (略記：USp)
キャメルスピン以外の膝の伸びた全てのスピン。完全に膝の曲がっているものは認められない。
コンビネーションスピン (略記：CoSp)
3つの基本姿勢のうち少なくとも2つを含むスピン。
中間姿勢
基本姿勢のどの定義も満たさない姿勢でのスピン。コンビネーションスピンの体勢としては認められるが、単独では採点対象にならない。

### スピンの付加要素
以下の動作を行うとスピンの種類自体が上述のスピン以外のものとして処理される。
レイバック
アップライトスピンの特殊な姿勢。上半身を後ろに大きくそらしたもの。この動作を行うとスピンそのものがレイバックスピン (略記：LSp)として採点され、基礎点も通常のアップライトスピンよりも高い。しかしながら、ISUではスピンの基本姿勢ではないと定義されている。
足替え
回転している途中に軸足を変える。この動作を行うとスピンは足替えスピンとみなされる。略記では各スピンの略記の直前にCの文字が付加される。
フライング
スピンに入る時、飛び上がるもの。この動作を行うとスピンはフライングスピンとみなされる。略記では各スピンの略記の先頭にFの文字が付加される。

### アップライトスピン
アップライトスピン全てのスピンの基本となるスピンで、上体と軸足が真っすぐ直立した姿勢のまま行うスピン。スタンドスピンとも呼ばれる。
スクラッチスピンアップライトスピンの姿勢で回転軸となる足にフリーレッグを交差させ高速回転を行うスピン。反時計回りでスクラッチスピンを行う場合、左足を軸足とするが（時計回りは右足）、右足を軸足とする場合はバックスクラッチスピンと呼ぶ。
クロスフットスピンアップライトスピンの姿勢で軸足にフリーレッグを交差させ、両足を着氷しながら素早く回るスピン。
ビールマンスピンアップライトスピンの姿勢からフリーレッグを背中から頭上に伸ばし、手で伸ばしたフリーレッグを掴んだ姿勢で行うスピン。デニス・ビールマンにちなんで命名された。
レイバックスピンアップライトスピンの姿勢で上体を後ろに反らしたまま行うスピン。フリーレッグを手で掴んだ場合は、キャッチフットレイバックスピンと呼ぶ。
サイドウェイズリーニングスピンレイバックスピンの要領で、上体を横に反らした体勢で行うスピン。
ショットガンスピンアップライトスピンの姿勢でフリーレッグを前方に水平以上にあげた状態で行うスピン。「ト」の字を逆さまにしたようなポジションで一時期男子選手の間で流行っていた。
I字スピンアップライトスピンの姿勢でフリーレッグを前方から高く持ち上げ、体がアルファベットの「I」の字に見える状態で行うスピン。
Y字スピンアップライトスピンの姿勢でフリーレッグを横から高く持ち上げ、体がアルファベットの「Y」の字に見える状態で行うスピン。
A字スピンアップライトスピンの姿勢で両膝を伸ばして前屈し、両手で両足首を掴み「A」の字に見える状態で行うスピン。

### キャメルスピン
キャメルスピン上体とフリーレッグが水平一直線の姿勢のまま行うスピン。跳び上がってからキャメルスピンを行った場合はフライングキャメルスピンと呼び、跳びあがった際に空中で水平姿勢になってからキャメルスピンを行った場合はバタフライキャメルスピンと呼ぶ。
ドーナッツスピンキャメルスピンの姿勢から体を反らし、手で伸ばしたフリーレッグを掴んだ姿勢で行うスピン。上空から見た際にはドーナッツ状になる。
ウィンドミルスピンキャメルスピンの姿勢からフリーレッグと上体を斜めに傾けた風車のような姿勢で行うスピン。イリュージョンスピンとも呼ばれる。
バトン・キャメル仰向けで、片方の膝を90度よりも小さく曲げた状態で行うスピン。その形からシャンデリアスピンとも呼ばれる。ディック・バトンが始めた。

### シットスピン
シットスピン軸足を曲げ腰を下ろしフリーレッグを前に伸ばした姿勢で行うスピン。跳び上がってからシットスピンを行った場合はフライングシットスピンと呼び、跳びあがった際に空中で水平姿勢になってからシットスピンを行った場合はバタフライシットスピンと呼ぶ。
パンケーキスピンシットスピンの姿勢から、フリーレッグを軸足の膝の上に乗せ、その上に上半身をかぶせたスピン。
キャノンボールスピンシットスピンの姿勢から、フリーレッグを手でつかみ水平に突き出し、頭をフリーレッグの膝の上に乗せたスピン。
ブロークン・レッグ・スピンフリーレッグを横または後方に移動させて行うスピン。

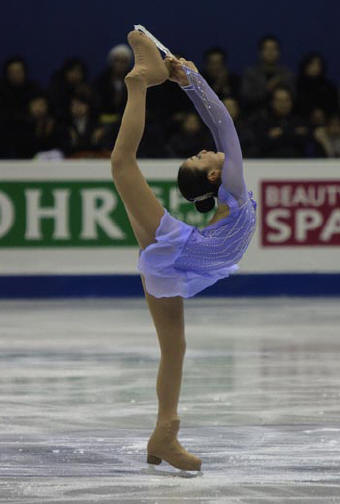
ビールマンスピン (浅田真央)
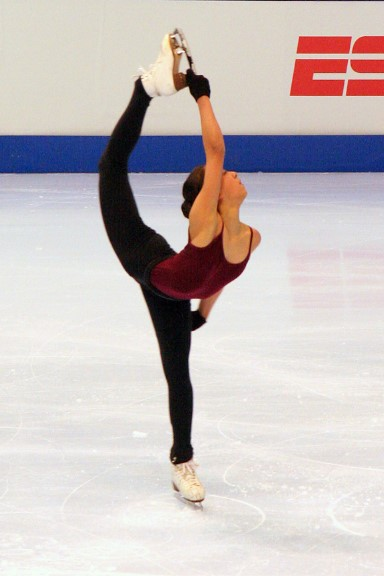
ワンハンドビールマンスピン (浅田真央)
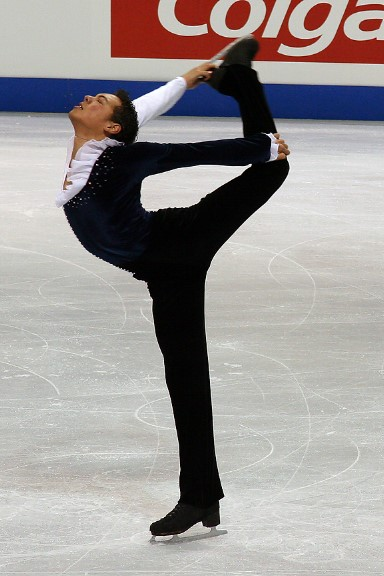
ハーフビールマンスピン (ジャマル・オスマン)
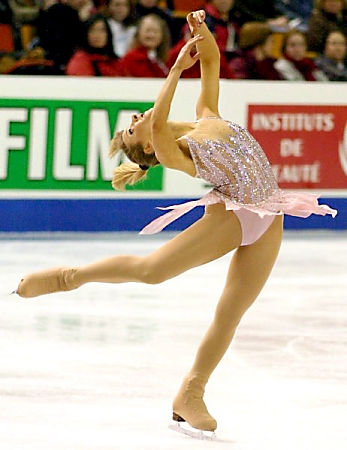
レイバックスピン (アンジェラ・ニコディノフ)
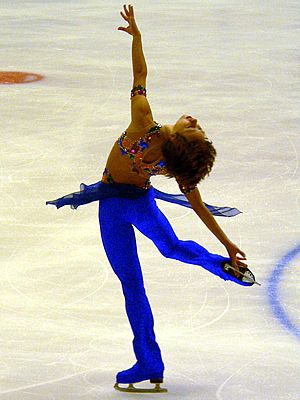
レイバックスピン (アレクサンドラ・イエヴレワ)
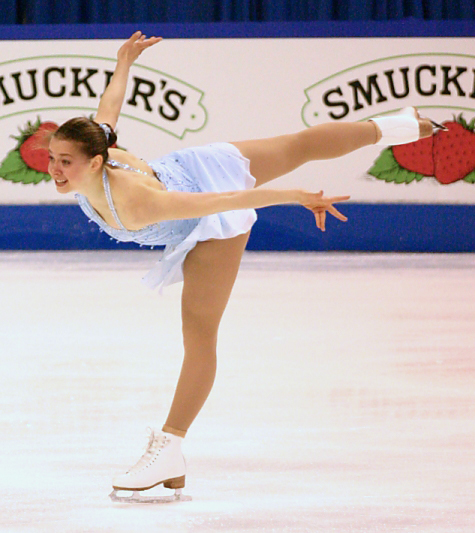
キャメルスピン (エミリー・ヒューズ)
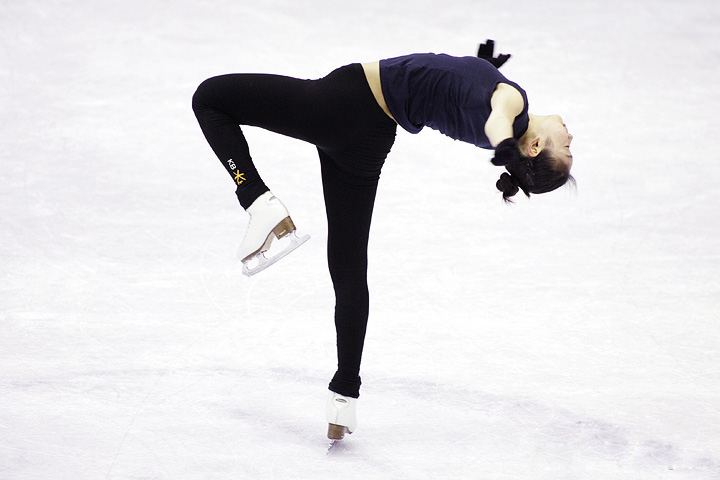
バトン・キャメル (金妍兒)
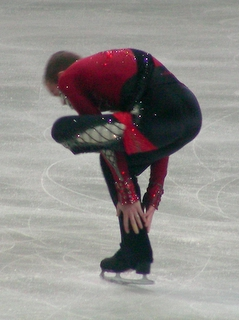
パンケーキスピン (ケビン・ヴァン・デル・ペレン)
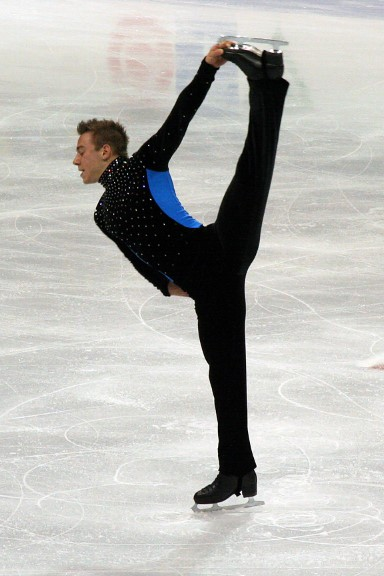
Y字スピン (ショーン・ソーヤー)
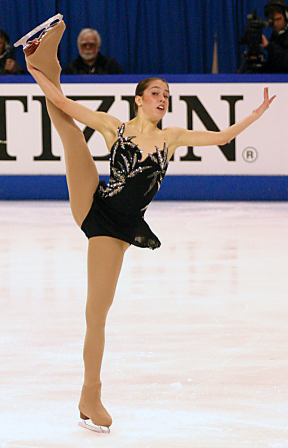
Y字スピン (アリッサ・シズニー)
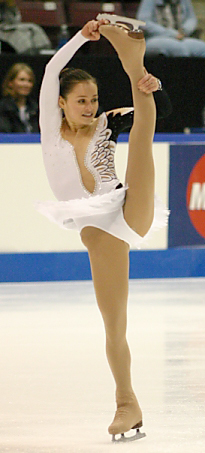
I字スピン (サーシャ・コーエン)
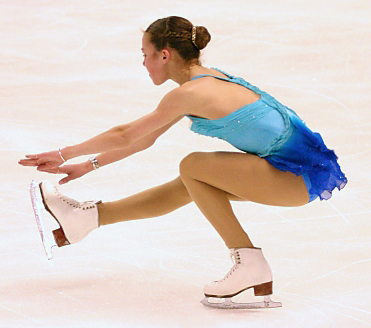
シットスピン (キミー・マイズナー)
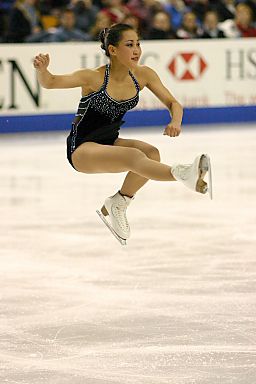
フライングシットスピン (ジェニファー・ドン)
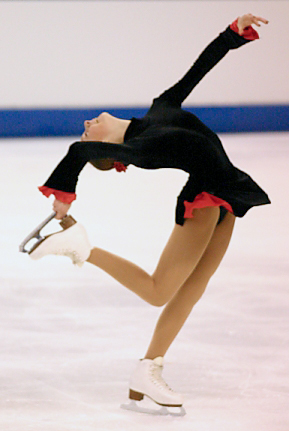
キャッチフットレイバックスピン (エレーナ・グレボワ)
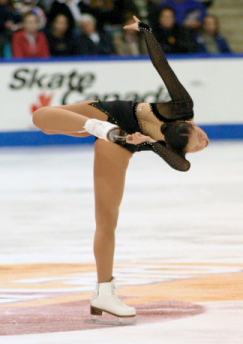
ドーナッツスピン (荒川静香)
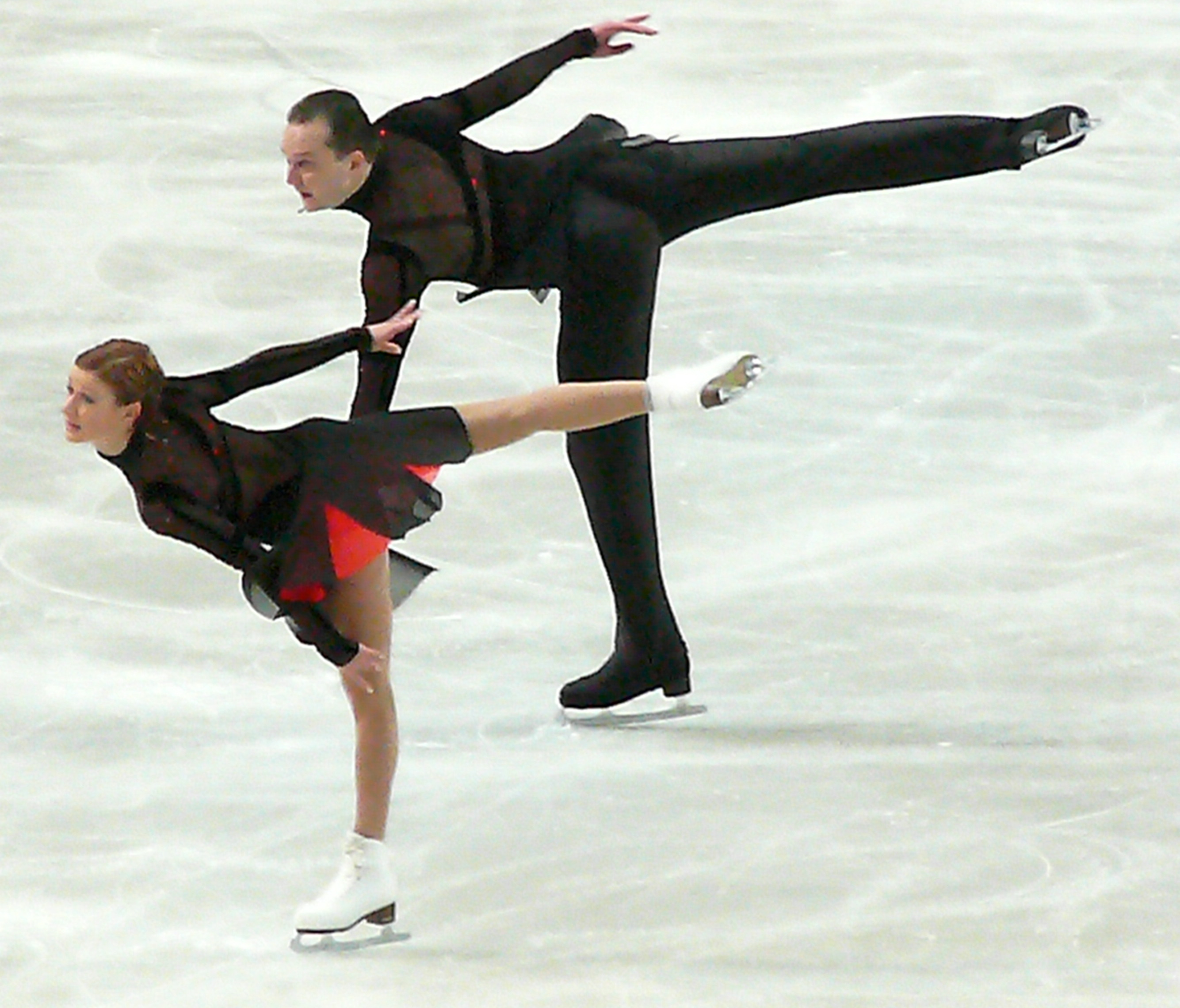
サイド・バイ・サイドキャメルスピン (スタニスラフ・モロゾフ and タチアナ・ボロソジャル)

## 得点
新採点法におけるスピンの得点はフィギュアスケートの採点法を参照。